# Giuseppe Ferlini

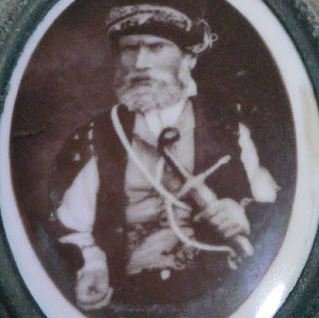
Giuseppe Ferlini

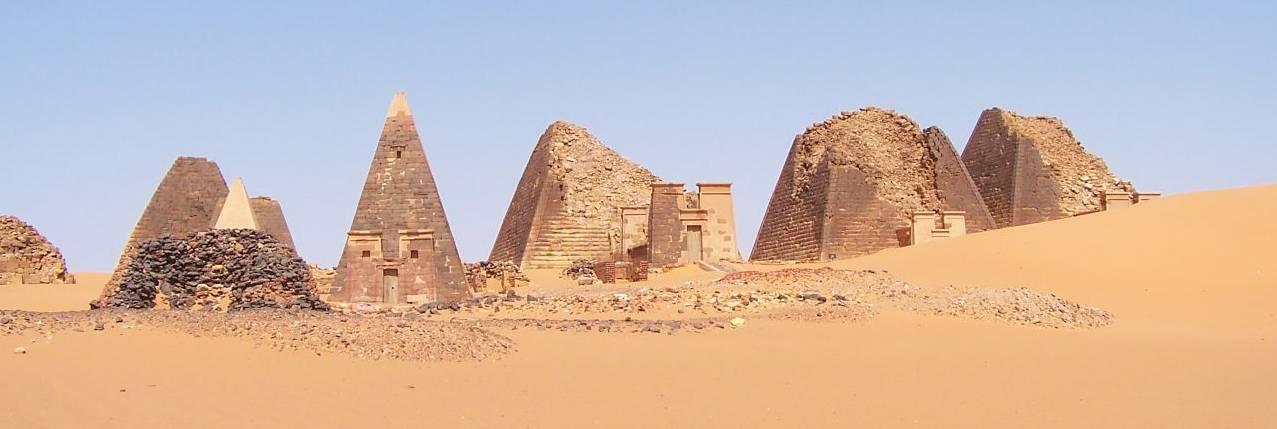
De piramiden van Meroë. De toppen van de piramiden werden in 1834 door schatzoeker Ferlini afgebroken

Giuseppe Ferlini (Bologna, 24 april 1797 – Bologna, 30 december 1870) was een Italiaans ontdekkingsreiziger, archeoloog en schatzoeker die meer dan 40 piramiden in het huidige Soedan verwoestte in zijn zoektocht naar verborgen schatten.

## Biografie
Ferlini was afkomstig uit Bologna en liep op 18-jarige leeftijd weg van huis. Hij ging naar Venetië en van daaruit naar Korfoe, Albanië en Griekenland. In 1827 keerde hij terug naar Bologna, maar twee jaar later ging hij in dienst als chirurg in het leger van Mohammed Ali van Egypte. Hij trok met de Egyptische troepen naar Sennar, Kordofan en Khartoem tijdens de Egyptische verovering van Soedan.
Hij kreeg in 1834 toestemming van de Egyptische militaire gouverneur om opgravingen uit te voeren. Samen met zijn Albanese zakenpartner Antonio Stefani, met wie hij overeenkwam de winst te delen, nam hij 30 gravers in dienst en vertrok in augustus per boot over de Nijl vanuit Khartoem naar Wad ban Naqa en Naqa. In Wad ban Naqa ontdekte hij geen schatten, wel een tempel, en zaagde een stuk van het altaar af. Teleurgesteld met zijn vondsten trok hij noordwaarts en kwam langs de overblijfselen van Meroë, waar hij een groot aantal piramiden ontdekte, in totaal 47.
Ferlini's methode om toegang te krijgen tot het binnenste van de piramiden van Meroë was om de top van de piramide steen voor steen af te breken. Onder de door Ferlini beschadigde piramiden was die van de koesjitische kandake (koningin) Amanishakheto. In zijn eigen verslag beschreef Ferlini hoe hij en zijn zakenpartner Stefani de werklui met geweren bedwongen om te voorkomen dat ze aan het plunderen zouden slaan voordat ze zelf de piramide hadden onderzocht.
In de piramide van Amanishakheto trof Ferlini een schat aan gouden sieraden aan, waaronder armbanden, ringen, amuletten en halskettingen. De meeste sieraden werden speciaal voor Amanishakheto gemaakt; sommigen waren erfstukken. Bijna alle sieraden waren gemaakt door plaatselijke edelsmeden.
Hij probeerde de sieraden aan verschillende Europese musea te verkopen, maar volgens de indertijd heersende rassentheorie waren (negroïde) Afrikanen minderwaardig en daarom geloofde niemand dat sieraden van een dergelijke kwaliteit uit Afrika konden komen. De sieraden werden door deskundigen van onder meer het British Museum afgedaan als vervalsingen. Uiteindelijk wist hij alsnog een koper te vinden: koning Lodewijk I van Beieren, die zo'n 100 voorwerpen kocht.
De sieraden eindigden in musea in München en Berlijn. Tijdens de Tweede Wereldoorlog werden de voorwerpen in kratten ingepakt en verborgen. Een van de kratten verdween tijdens de oorlog. Een voorwerp uit die krat werd in 1965 op een kunstbeurs te koop aangeboden, de rest is nooit meer teruggezien.
Bij terugkeer in Bologna schreef Ferlini een verslag van zijn activiteiten dat in 1837 daar uitgegeven werd onder de titel Cenno cugli scavi operati nella Nubia. Ook publiceerde hij een catalogus van de door hem ontdekte voorwerpen en een Franse vertaling van zijn verslag en de catalogus. Het verslag is door latere egyptologen, waaronder Karl Richard Lepsius, in twijfel getrokken. Vooral Ferlini's verslag dat de gouden sieraden in een grafkamer lagen die eenvoudig bereikbaar was, verstopt onder maar enkele lagen steen, wordt weinig waarschijnlijk geacht.
- Bibliothèque nationale de France: cb10433975k (data)
- Gemeinsame Normdatei: 116465751
- International Standard Name Identifier: 0000 0000 6127 1614
- Virtual International Authority File: 17569799
- WorldCat: E39PBJfh6kppjMR6H3GBpMYdcP